# NGC 5218
NGC 5218 est une galaxie spirale barrée située dans la constellation de la Grande Ourse. Sa vitesse par rapport au fond diffus cosmologique est de 2 944 ± 7 km/s, ce qui correspond à une distance de Hubble de 43,4 ± 3,0 Mpc (∼142 millions d'al). NGC 5218 a été découverte par l'astronome germano-britannique William Herschel en 1790.

## Description
La classe de luminosité de NGC 5218 est II et elle présente une large raie HI. Elle renferme également des régions d'hydrogène ionisé. De plus, c'est une galaxie LINER, c'est-à-dire une galaxie dont le noyau présente un spectre d'émission caractérisé par de larges raies d'atomes faiblement ionisés. La luminosité de la galaxie NGC 5218 dans l'infrarouge lointain (de 40 à 400 µm)  est égale à 3,55 × 1010 {\displaystyle L_{\odot }} (1010,55{\displaystyle L_{\odot }}) et sa luminosité totale dans l'infrarouge (de 8 à 1 000 µm) est de 4,68 × 1010 {\displaystyle L_{\odot }} (1010,67{\displaystyle L_{\odot }}).

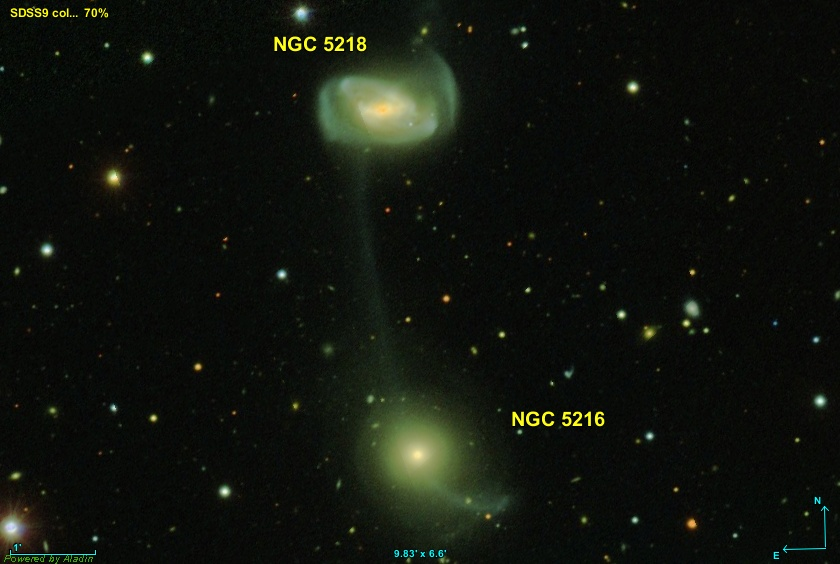
Le couple de galaxies Arp 104, NGC 5216 et NGC 5218.

En compagnie de NGC 5216, NGC 5218 forme un couple de galaxies en interaction gravitationnelle. D'ailleurs, l'image obtenue des données du relevé SDSS montre clairement un pont de matière reliant les deux galaxies. Ce couple de galaxie figure dans l'atlas des galaxies particulières de Halton Arp sous la cote Arp 104. Ce couple de galaxies porte aussi le nom de système de Keenan, du nom de l'astronome américain Philip Childs Keenan qui a été celui qui a noté cet extraordinaire filament de matière entre les deux galaxies.
À ce jour, quatre mesures non basées sur le décalage vers le rouge (redshift) donnent une distance de 53,050 ± 1,658 Mpc (∼173 millions d'al), ce qui est tout juste à l'extérieur des valeurs de la distance de Hubble. Notons que c'est avec la valeur moyenne des mesures indépendantes, lorsqu'elles existent, que la base de données NASA/IPAC calcule le diamètre d'une galaxie et qu'en conséquence le diamètre de NGC 5218 pourrait être d'environ 26,1 kpc (∼85 100 al) si on utilisait la distance de Hubble pour le calculer.

## Groupe de NGC 5218
Selon A.M. Garcia, NGC 5218 fait partie un trio de galaxies qui porte son nom. Les deux autres galaxies du groupe de NGC 5218 sont NGC 5216 et UGC 8571.